# Isabel Blanco Picallo
Isabel Blanco Picallo (n. Berna, Suiza; 8 de septiembre de 1971) es una actriz y presentadora de televisión española, de origen gallego.

## Trayectoria
Hija de gallegos emigrados en Suiza, Isabel Blanco se trasladó a Galicia siendo adolescente. Se licenció en Traducción e Interpretación de inglés y alemán e incluso llegó a ejercer como intérprete en el Hostal de los Reyes Católicos de Santiago de Compostela. Sin embargo, en el año 1996 y después de superar una prueba de selección para la TVG, inició su carrera televisiva como copresentadora del espacio de humor A repanocha junto con Tacho González. En 1998 dio el salto a la interpretación actoral al ponerse en la piel de María Ares en Mareas vivas, serie en la que empezó siendo protagonista junto con Luis Tosar y de la que rodó más de 150 capítulos entre 1998 y 2002. La serie fue todo un éxito de masas entre el público gallego y gracias a ella Isabel Blanco alcanzó gran fama.
Más tarde participó en otras producciones para TVG como Rías Baixas, Avenida de América o Efectos secundarios (2007), además de otras de ámbito nacional, como Nada es para siempre (1999-2000) o Manolo & Benito Corporeision emitidas en Antena 3, Yo soy Bea (2008) emitida en Telecinco y Cuéntame cómo pasó de TVE.
En cine destacan sus trabajos en ¿A ti como se che di adeus? (1999), cortometraje de Jorge Coira; Autopsia (2002), de Milagros Bará; El lápiz del carpintero (2003), de Antón Reixa; Rosas (2005), cortometraje de Mikel Fuentes; Cicatrices (2006), cortometraje de Jairo Iglesias; Vida de familia (2007), de Lorenzo Soler; El vestido (2008), de Paula de Luque; Agallas (2008), de Andrés Luque y Samuel Martín, y la trilogía sobre la emigración española en el SXX de Carlos Iglesias, Un franco, catorce pesetas (2006),  Ispansi (2010) y 2 francos, 40 pesetas (2014).

## Filmografía

### Cine
- ¿A ti como se che di adeus? (1999), de Jorge Coira. Como Noiva.
- Autopsia (2002), de Milagros Bará. Como Amanda.
- El lápiz del carpintero (2003), de Antón Reixa.
- Rosas (2005), de Mikel Fuentes.
- Un franco, 14 pesetas (2006), de Carlos Iglesias. Como Hannah.
- Cicatrices (2006), de Jairo Iglesias. Como Elena.
- Vida de familia (2007), de Lorenzo Soler. Como Nuria.
- Si te vira teu pai (2007), de Héctor Carré.
- Ó limia, El río del olvido (2008) (cortometraje). Como Carmiña.
- Ispansi! (2011), de Carlos Iglesias. Como Rosario.
- 2 francos, 40 pesetas (2014), de Carlos Iglesias. Como Hannah.
- Corazón amoratado (2017) (cortometraje). Como Clara.

### Televisión
- Mareas vivas (1998-2002) en TVG. Como María Ares.
- Nada es para siempre (1999-2000) en Antena 3. Como Irene.
- Rías Baixas (2000) en TVG.
- Avenida de América (2002).
- Manolo y Benito Corporeision (2006-2007) en Antena 3. Como Rosa "Rosi"(12 episodios).
- Efectos secundarios (2007) en TVG. Como Alicia.
- Todos os Santos (2013) en TVG.

Como presentadora
- "A Repanocha" (1996-1998), en TVG.
- "O Rei da Comedia" (2002) en TVG.
- Gala Amal (2007) (bilingüe inglés-español).
- "Comando Chef" (2008-2009), directora de producción, reportera y presentadora, en TVG.
- Luar TVG, colaboradora (presentadora, actriz).
- "Acompáñenos", (2008), colaboradora, TVG.
- Heicho Cantar, intérprete (2013,2014) en TVG.

## Premios y nominaciones
2006
- Premio Mestre Mateo a la Mejor interpretación femenina protagonista por Un franco, 14 pesetas.

2013
- Premio Mestre Mateo a la Mejor interpretación femenina protagonista por Todos os Santos.